# Bahnstrecke Derby–Katahdin Iron Works
| Streckenlänge: | 29 km                           |                                 |                                 |
| Spurweite: | 1435 mm (Normalspur)            |                                 |                                 |
| Zweigleisigkeit: | –                               |                                 |                                 |
| |                                 |                                 |                                 |
| Gesellschaft: | CMQR                            |                                 |                                 |
| Mitbenutzung: | Brownville–Brownville Jct.: MNR |                                 |                                 |
| \| \| \| \| \| \| \| \| nach Old Town \| \| \| \| 0,0 \| Derby ME (früher Milo Junction) \| Derby ME (früher Milo Junction) \| \| \| \| nach Greenville \| \| \| \| 2,3 \| Milo ME \| Milo ME \| \| \| 9,5 \| Brownville ME \| Brownville ME \| \| \| \| nach Houlton \| \| \| \| \| nach Brookport \| \| \| \| \| \| \| \| \| 15,3 \| Brownville Junction ME \| Brownville Junction ME \| \| \| \| nach Mattawamkeag \| \| \| \| rd. 29 \| Katahdin Iron Works ME \| Katahdin Iron Works ME \| |                                 |                                 |                                 |
| |                                 |                                 |                                 |
| Strecke |                                 | nach Old Town                   | nach Old Town                   |
| Dienststation / Betriebs- oder Güterbahnhof | 0,0                             | Derby ME (früher Milo Junction) | Derby ME (früher Milo Junction) |
| Abzweig geradeaus und ehemals nach links |                                 | nach Greenville                 | nach Greenville                 |
| Dienststation / Betriebs- oder Güterbahnhof | 2,3                             | Milo ME                         | Milo ME                         |
| Dienststation / Betriebs- oder Güterbahnhof | 9,5                             | Brownville ME                   | Brownville ME                   |
| Abzweig geradeaus und nach rechts |                                 | nach Houlton                    | nach Houlton                    |
| Abzweig geradeaus, nach links und von links |                                 | nach Brookport                  | nach Brookport                  |
| Abzweig geradeaus und ehemals von links · Strecke von rechts (außer Betrieb) |                                 |                                 |                                 |
| Dienststation / Betriebs- oder Güterbahnhof · Strecke (außer Betrieb) | 15,3                            | Brownville Junction ME          | Brownville Junction ME          |
| Strecke · Strecke (außer Betrieb) |                                 | nach Mattawamkeag               | nach Mattawamkeag               |
| Kopfbahnhof Streckenende (Strecke außer Betrieb) | rd. 29                          | Katahdin Iron Works ME          | Katahdin Iron Works ME          |

Die Bahnstrecke Derby–Katahdin Iron Works ist eine Eisenbahnstrecke in Maine (Vereinigte Staaten). Sie ist rund 29 Kilometer lang und verbindet die Bahnstrecke Old Town–Greenville mit dem Industriegebiet am Fuße des Mount Katahdin, des höchsten Berges in Maine. Die normalspurige Strecke ist zwischen Brownville Junction und Katahdin Iron Works stillgelegt, lediglich der etwa 15 Kilometer lange Abschnitt von Derby (früher Milo Junction) nach Brownville Junction wird heute durch die Central Maine and Quebec Railway ausschließlich im Güterverkehr betrieben. Zwischen Brownville und Brownville Junction besitzt die Maine Northern Railway seit 2011 ein Mitbenutzungsrecht.

## Geschichte
Im Jahre 1881 bestanden im Norden Maines die in Ost-West-Richtung verlaufenden Strecken der Bangor and Piscataquis Railroad und der International Railway of Maine, die untereinander keine Gleisverbindung hatten. Um diese Strecken zu verbinden, und zusätzlich eine Eisengrube und -hütte nördlich von Brownville anzubinden, baute die Bangor and Katahdin Iron Works Railway eine Eisenbahnstrecke. Bereits seit 1836 bestand auf der gesamten Strecke eine mit Pferdekraft betriebene Grubenbahn. Der erste zehn Kilometer lange Streckenabschnitt bis Brownville wurde bereits im Dezember des gleichen Jahres eröffnet. Die übrige Strecke folgte am 19. Juli 1882.
Ab 1887 hatte die Bangor&Piscataquis die Strecke unter Pacht, die 1892 auf die Bangor and Aroostook Railroad (BAR) überging. Am 6. November 1901 kaufte die BAR die Strecke schließlich und fügte den Abschnitt bis Brownville ihrer Hauptstrecke hinzu. Der restliche Teil von Brownville nach Katahdin Iron Works wurde zu einer Zweigstrecke.
Der Verkehr zwischen Brownville Junction und Katahdin Iron Works endete bereits 1922, die Strecke wurde daraufhin stillgelegt. Zwischen Brownville und Brownville Junction verkehrten etwa 1940 die letzten Personenzüge. Auf dem restlichen Streckenabschnitt gab es noch bis zum 4. September 1961 Personenverkehr, den Güterverkehr führt seit 2003 die Montreal, Maine and Atlantic Railway durch, die 2014 unter dem Namen Central Maine and Quebec Railway neu aufgestellt wurde.

## Streckenbeschreibung

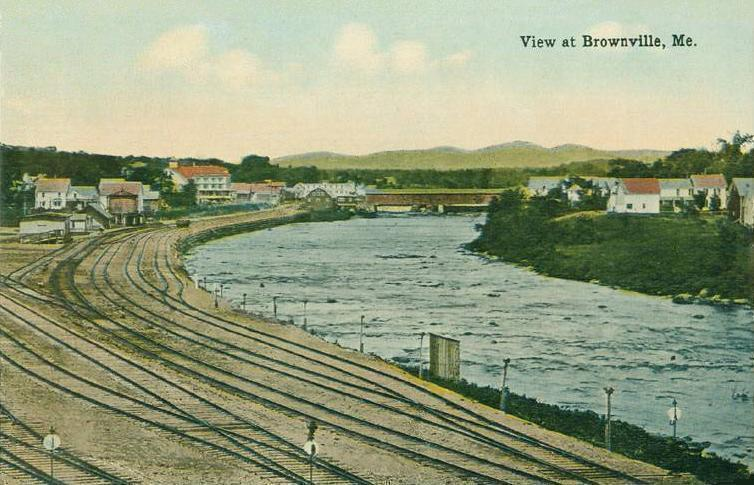
Bahnhof Brownville, Maine, Postkarte 1912

Die Strecke zweigt in Derby (früher Milo Junction) von der Bahnstrecke Old Town–Greenville ab und führt in Richtung Nordwesten. Am Bahnhof Brownville zweigt die Strecke nach Saint-Leonard ab. Die Strecke mündet nördlich der Stadt in die Ost-West-Hauptstrecke der MMA ein, die ebenfalls hier endet. Die östliche Fortsetzung in Richtung Mattawamkeag wird durch die Eastern Maine Railway betrieben.
Der ehemalige Abzweig nach Katahdin Iron Works zweigte in Richtung Nordwesten aus dem Bahnhof Brownville Junction ab und endete nach etwa 14 Kilometern im Industriegebiet. Diese Strecke ist vollständig abgebaut. Ein durchgehender Verkehr ohne Kopfmachen in Brownville Junction war nicht möglich.

## Personenverkehr
Nach der Eröffnung der Bangor&Aroostook Railroad in Richtung Houlton wurde der Bangor&Katahdin-Abschnitt Milo Junction–Brownville als Teil der Hauptstrecke betrieben. Laut Fahrplan vom 28. September 1913 fuhren damals über diesen Abschnitt vier werktägliche Züge. Dazu kam ein Personenzugpaar South Lagrange–Katahdin Iron Works, das für die Strecke Milo Junction–Katahdin zwei Stunden Fahrzeit benötigte.
Nach dem Fahrplan vom 8. Januar 1934 fuhren über den noch in Betrieb befindlichen südlichen Abschnitt der Strecke bis Brownville drei Züge, die in Brownville auf die Bangor&Aroostook-Hauptstrecke abbogen sowie ein gemischter Zug Derby–Brownville Junction. Alle Züge fuhren, wie im gesamten Netz der Bangor&Aroostook üblich, nur an Werktagen.
Der Zug nach Brownville Junction wurde 1940 eingestellt, auf der Hauptstrecke verkehrten noch bis 1961 der Potatoland Special und bis 1954 der Aroostook Flyer.